# 丹砂古寺
丹砂古寺，位于中国广东省汕头市澄海区莲下镇程洋岗村虎丘山下，现为澄海区文物保护单位，类型为古建筑，公布时间为1984年12月5日。
丹砂古寺的历史年代为明代。